# Papallona de bedollar
La papallona de bedollar (Biston betularia) és una espècie de lepidòpter ditrisi de la família dels geomètrids (Geometridae). Aquesta espècie es troba àmpliament distribuïda per l'hemisferi nord. La seva variació de color, tant en l'etapa adulta com en larva, l'ha convertit en un organisme model important en biologia evolutiva. De fet, se sol citar com a exemple de llibre de text de melanisme industrial, on els animals desenvolupen una pigmentació més fosca en entorns afectats per la contaminació industrial.
Biston betularia viu majoritàriament en hàbitats rics en fusta de tot tipus i l'espècie és molt estesa i comuna a l'Europa central.

## Morfologia
La papallona del bedoll és una espècie de mida entre mitjana i gran,  dels 40 als 60 mm. Presenta poc dimorfisme sexual pel que fa a la mida, però els mascles poden ser en alguns casos més grans que les femelles. Les ales són típicament blanques amb taques negres, però, tot i que no sempre, també poden presentar certa diferència entre sexes. En les femelles la coloració blanquinosa és més fosca, més propera al beix, que en els mascles que acostumen a ser molt blanques. Pel que fa a les antenes és probablement la part més diferenciable entre mascles i femelles, ja que els primers presenten antenes de tipus plomosa, típic de lepidòpters nocturns, mentre que les femelles presenten unes antenes típicament filiformes.
Aquesta espècie és un exemple clar del melanisme industrial perquè la població consta de dos morfs controlats genèticament: un clar (molt poca taca negra) i l'altre fosc (gran taca negra).

## Mimetisme
Deu el seu nom específic de "betularia" al fet que habitualment es posa sobre els troncs dels bedolls, mimetitzant-se sobre les seves escorces predominantment clares per evitar l'acció dels predadors. També les larves es mimetitzen, però adoptant el color de les branques (marró o castany a verdós). Les larves polífagues utilitzen una estratègia de dispersió assistida pel vent en el primer estadi, i en els estadis posteriors es camuflen imitant a branquetes. Adopten postures semblants a branquetes i poden canviar de color perquè coincideixin amb les branques on es troben. Els adults varien més o menys contínuament en la proporció d'escates melanitzades (fosques, negres) que cobreixen les seves ales i el cos, des de lleugerament pigmentat fins a completament negre. Aquesta variació està determinada genèticament i, a diferència de les larves, els adults no poden canviar de color.

## Melanisme industrial

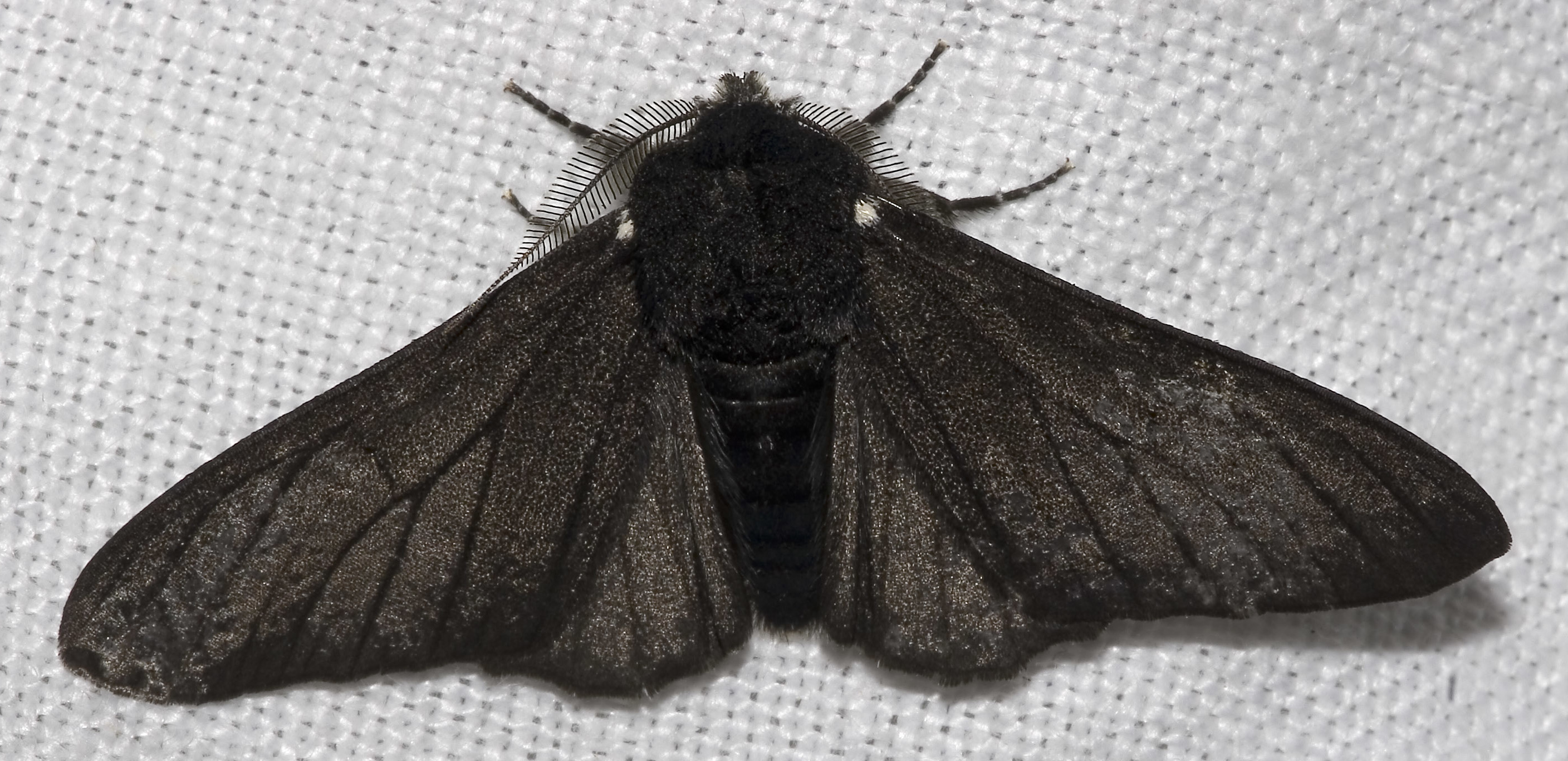
Forma fosca

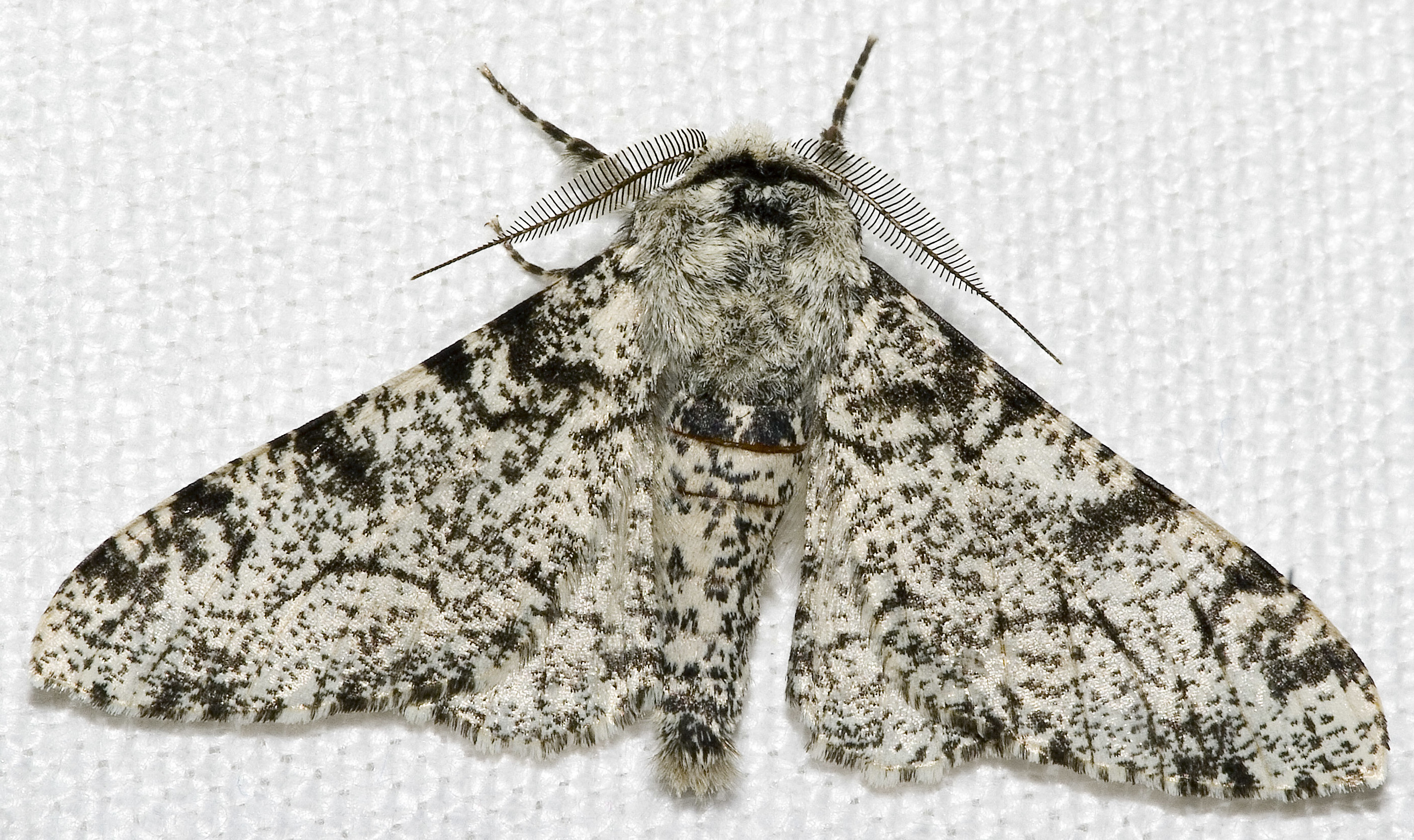
Forma clara

Abans del 1848 la papallona del bedoll s’observava principal amb el morf blanc amb poques taques negres. Però amb l'adveniment de la Revolució Industrial, especialment a Anglaterra, l'atmosfera es va omplir cada vegada més de pols de carbó, el principal combustible usat per a les màquines de l'època. La coloració clara havia estat molt útil fins llavors per estar camuflades dels ocells depredadors quan reposaven, ja que les escorces dels arbres presentaven líquens de colors clars.

En conseqüència a la Revolució Industrial a les regions industrials els líquens majoritàriament van morir i es van enfosquir les escorces dels arbres a causa del sutge. A causa d'aquest canvi ambiental el morf negre de Biston betularia va adquirir un avantatge mimètic, pel que fa a la forma clara, convertint-se en poc temps en numèricament prevalent. Aquest fenomen de melanisme industrial és considerat de gran ajuda per comprendre el mecanisme de la selecció natural.

## Distribució
És una espècie amb una distribució molt estesa. Ocupa bona part de l’hemisferi nord en diferents zones d’Europa, Àsia i  Nord-amèrica sobretot en zones boscoses.

## Hàbitat
La papallona de bedollar habita majoritàriament en hàbitats rics en fusta de tot tipus. L’època de vol és típicament des d’abril fins a juliol, però en climes més càlids pot iniciar-se al març i allargar-se fins a l’agost. Acostuma a viure sobre diferents arbres dels quals normalment també s’alimenta. Com el nom de l’espècie indica, típicament es troba en el bedoll (Betula pendula).

## Ecologia

### Alimentació
La papallona de bedollar s’alimenta dels arbres en els què acostuma a viure, sent el més típic, i del qual li ve el nom, el bedoll (Betula pendula). L'espècie és polífaga i es troba sobretot en boscos caducifolis on hi ha molts arbres dels què s’alimenta; secundàriament Biston betularia també pot alimentar-se d’Artemisia campestris i algunes espècies dels gèneres Fagus, Quercus, Salix i Ulmus, Rubus.

### Depredadors
La depredació de la papallona del bedoll va molt relacionada amb la seva capacitat de camuflatge. Els principals depredadors que té, depenent de la zona, són ocells, ratpenats i algunes aranyes d'hàbits nocturns ja que aquestes papallones tenen activitat nocturna i acostumen a ser inactives durant les hores de llum. 

### Reproducció i cicle
Les papallones de bedollar crien un cop a l’any entre maig i agost. Les larves s’alimenten de fulles dels arbres on els ous es van posar i poden moure’s per aquest mitjançant la producció de filaments de seda. Un cop estan preparades per pupar cauen de l’arbre al sòl amb fullaraca. Allà passaran l’hivern fins que completin la metamorfosi cap a finals d’abril. Un cop emergeixen els adults, les femelles pugen a un arbre proper i deixen anar feromones per atraure els mascles. Aquestes no volaran fins que hagin estat fecundades la primera nit per a anar a posar els ous, i un cop fet això ja només caminaran per l’arbre de la posta durant uns quatre o cinc dies fins a morir. Els mascles, en canvi, volaran cada nit per a reproduir-se amb el màxim nombre de femelles.
Les postes poden superar els 2.000 ous, que es dipositen en paquets a les esquerdes de l’escorça dels arbres.

## Estat de conservació
Donat que és una espècie comuna i generalitzada, Biston betularia no es troba a la llista d’espècies en perill d’extinció de l'IUCN i, per tant, no existeixen accions de conservació dirigides a l’espècie.